# 巴拉卡河
巴拉卡河（阿拉伯語：نهر بركة，nahr Baraka），中国地图出版社的译名是“拜尔凯河”、“拜尔凯干河”，是非洲東北部國家厄立特里亞的河流，河道全長超過640公里，發源自首都阿斯馬拉附近的厄立特里亞高地，向西北方流經阿科達特，最終在與蘇丹接壤邊境與安瑟巴河匯流。在苏丹的陶卡尔以三角洲的形式注入红海。